# Petra Martić
Petra Martić (* 19. Januar 1991 in Split) ist eine kroatische Tennisspielerin.

## Karriere
Martić, die im Alter von fünf Jahren mit dem Tennisspielen begann, debütierte 2005 auf der ITF Women’s World Tennis Tour. Bei den US Open 2006 sowie den French Open 2007 rückte sie jeweils ins Viertelfinale der Juniorinnenkonkurrenz vor und stieg in der Junioren-Weltrangliste bis auf Position 26. 2007 erreichte sie bei einem Turnier der $25.000-Kategorie ihr erstes Finale auf der Profitour und gewann 2008 ihren ersten Titel. Im selben Jahr startete Martić in Portorož erstmals im Hauptfeld eines WTA-Turniers und spielte sie nach einem Auftaktsieg über Angelique Kerber auf Anhieb ins Viertelfinale, in dem sie Julia Görges unterlag. In New York trat sie in der Folge erstmals in der Qualifikation eines Grand-Slam-Turniers an, scheiterte jedoch in der ersten Runde.
Bei den French Open 2009 gelang Martić zum ersten Mal der Sprung ins Hauptfeld eines Grand-Slam-Turniers. Dort zog sie nach einem Erfolg gegen Mara Santangelo sogleich in die zweite Runde ein, in der sie gegen Aleksandra Wozniak verlor. Nach dem Erreichen zweier WTA-Viertelfinals in Budapest und Portorož, qualifizierte sie sich auch für die Hauptrunde der US Open und erreichte auch dort die zweite Runde. Anschließend errang sie bei einem ITF-Turnier der $100.000-Kategorie in Biella ihren bis dahin größten Titel und schloss das Jahr erstmals unter den besten 100 im Ranking ab. Im darauffolgenden Jahr versuchte Martić, sich auf der WTA Tour zu etablieren, doch mit insgesamt elf Erstrundenniederlagen im Saisonverlauf, fiel sie in der Weltrangliste wieder deutlich zurück. 2011 erzielte sie dann in Bogotá und Kopenhagen ihre ersten beiden WTA-Halbfinals. Zudem erreichte sie bei den Australian Open, US Open sowie Wimbledon die zweite Runde und rückte in Cincinnati ins Achtelfinale vor. Am Ende des Jahres wurde sie erstmals in den Top 50 der Weltrangliste geführt. Anfang 2012 stand Martić in Kuala Lumpur in ihrem ersten WTA-EinzelfFinale, in dem sie gegen Hsieh Su-wei beim Stand von 1:4 im dritten Satz verletzungsbedingt aufgeben musste. Drei Wochen zuvor hatte sie in Paris ihr erstes WTA-Doppelfinale an der Seite von Anna-Lena Grönefeld gegen Liezel Huber und Lisa Raymond verloren. Daneben stieß sie bei den French Open zum ersten Mal ins Achtelfinale eines Grand-Slam-Turniers vor, nachdem sie in der zweiten Runde gegen Marion Bartoli ihren ersten Erfolg über eine Top-10-Spielerin verbuchen konnte, bevor sie gegen Angelique Kerber ausschied. Ihr zweiter gelang ihr gegen Saisonende in Tokio, wo sie nach einem Sieg gegen Petra Kvitová in die dritte Runde kam und dort erst von der späteren Siegerin Nadja Petrowa gestoppt werden konnte.
In den folgenden Jahren hatte Martić mit schwacher Form und anhaltenden Verletzungssorgen zu kämpfen. 2013 erzielte sie lediglich ein Viertelfinale auf der WTA Tour in Katowice, sodass sie die Saison trotz erstmaligen Einzugs in die dritte Runde von Wimbledon, wo sie Zwetana Pironkowa unterlag, wieder außerhalb der besten 100 abschloss. 2014 errang Martić dann nur einen einzigen Sieg im Hauptfeld eines WTA-Turniers. Zudem verlor sie bei ihren drei Hauptfeldauftritten bei den Australian Open, French Open sowie in Wimbledon jeweils in der ersten Runde und holte dabei insgesamt nur ein einziges Spiel. 2015 ging Martić vermehrt in WTA-Qualifikationen an den Start, konnte aber trotz mehrfachen Erreichens der Hauptrunde keine Partie in einem WTA-Hauptfeld gewinnen. Ihr bestes Saisonergebnis erzielte sie bei einem Turnier der WTA Challenger Series in Dalian mit dem Einzug ins Halbfinale. 2016 meldete sich Martić zunächst mit dem Erreichen des Halbfinals beim WTA-Turnier in Rio de Janeiro zurück, doch nach einer Erstrundenniederlage in der Qualifikation von Wimbledon sah sie sich gezwungen, wegen eines länger währenden Rückenleidens auf unbestimmte Zeit zu pausieren. Die Ärzte diagnostizierten bei ihr eine Bandscheibenprotrusion und lange war nicht klar, ob Martić ihre Karriere würde fortsetzen können.
Nach zehn Monaten Unterbrechung gab sie im April 2017 bei einem ITF-Turnier der $25.000-Kategorie in Santa Margherita di Pula, das sie auf Anhieb gewann, ihr erfolgreiches Comeback. Bei den French Open startete Martić im Anschluss mit einem Protected Ranking in der Qualifikation und stieß bei ihrem fünften Turnier nach der Verletzungspause sogleich ins Hauptfeld vor, in dem sie nach Siegen über Madison Keys und Anastasija Sevastova bis ins Achtelfinale kam; dort musste sie sich schließlich Elina Switolina geschlagen geben. Auch in Wimbledon erreichte sie einen Monat später aus der Qualifikation heraus die vierte Runde, in der sie von Magdaléna Rybáriková besiegt wurde. Damit rückte Martić innerhalb weniger Wochen von einer Platzierung außerhalb der Top 250 wieder unter die besten 100 der Weltrangliste vor, unter denen sie zuletzt 2013 stand. Nachdem sie Ende 2017 den Anstrengungen der Vormonate Tribut zollen musste, rückte Martić Anfang 2018 in Melbourne ebenfalls ins Achtelfinale vor, in dem sie Elise Mertens unterlag. In Indian Wells erzielte sie im Anschluss ihr erstes Viertelfinale bei einem Turnier der Premier-Madatory-Kategorie und schlug dabei mit Jeļena Ostapenko in der zweiten Runde nach sechs Jahren wieder eine Spielerin aus den besten Zehn im Ranking, ehe sie in der Runde der letzten Acht von Simona Halep gestoppt wurde. Es folgten durchwachsene Resultate auf Sandplatz und Rasen, bevor sie in Bukarest erstmals nach Kuala Lumpur 2012 wieder in einem WTA-Endspiel stand, das sie jedoch gegen Anastasija Sevastova verlor. Ihren bis dahin größten Titel feierte sie im Anschluss an ihr Erstrundenausscheiden bei den US Open in New York beim WTA-Challenger in Chicago, den sie ohne Satzverlust nach einem Endspielerfolg gegen Mona Barthel für sich entscheiden konnte. Zum Saisonabschluss erreichte sie in Tianjin noch einmal ein WTA-Halbfinale, in dem sie jedoch gegen Caroline Garcia aufgeben musste und daraufhin das Jahr beendete. Dennoch überwinterte Martić erstmals seit 2011 in den Top 50 der Weltrangliste.
Nach einem verhaltenen Start in die Saison 2019, kam sie zum Auftakt der Sandplatzsaison in Charleston ins Halbfinale, in dem sie an Caroline Wozniacki scheiterte. In der Folge steigerten sich die Leistungen von Martić kontinuierlich. Zunächst gewann sie bin Istanbul nach einem Dreisatzsieg im Finale gegen Markéta Vondroušová ihren ersten WTA-Titel. Anschließend erreichte sie beim Premier-Mandatory-Turnier in Madrid das Viertelfinale, in dem sie gegen Sloane Stephens verlor, und erzielte daraufhin bei den French Open unter anderem nach einem Zweitrundenerfolg über die Weltranglistenzweite Karolína Plíšková zum ersten Mal die Runde der letzten Acht bei einem Grand-Slam-Turnier, in der sie sich dann Vondroušová geschlagen geben musste. Auf Rasen konnte Martić ihre starke Verfassung mit dem Einzug ins Halbfinale von Birmingham bestätigen, bevor sie in Wimbledon zum zweiten Mal in die vierte Runde vorrückte, in der sie Elina Switolina unterlag. Auch in New York gelang ihr erstmals das Erreichen des Achtelfinals, das sie gegen Serena Williams verlor. Gegen Ende der Saison stand sie in Zhengzhou zum ersten Mal bei einem Turnier der Premier-Kategorie im Finale, verlor diesmal aber deutlich gegen Karolína Plíšková. Außerdem kam sie ins Viertelfinale von Wuhan, wo sie erst an der Weltranglistenführenden Ashleigh Barty scheiterte. Durch ihre konstant guten Leistungen konnte sich Martić erstmals für die WTA Elite Trophy 2019 in Zhuhai qualifizieren, schied aber nach einer Niederlage gegen Madison Keys und einem Sieg über Zheng Saisai bereits in der Vorrunde aus. Trotzdem schloss sie die Saison erstmals unter den besten 20 im Ranking ab.
Anfang 2020 erzielte Martić mit Platz 14 ihre bislang höchste Weltranglistenposition. Im Anschluss erreichte sie in Dubai das Halbfinale, schied dort aber gegen Jelena Rybakina aus. Nach der coronabedingten Saisonunterbrechung, meldete sich Martić mit dem Erreichen des Halbfinales in Palermo wieder zurück. Bei den US Open kam sie anschließend wie im Jahr zuvor ins Achtelfinale, bei den ans Saisonende verschobenen French Open in die dritte Runde. 2021 erzielte Martić beim WTA 1000-Turnier in Rom mit dem Einzug ins Halbfinale ihr mit Abstand bestes Saisonergebnis, fiel aber nach einem insgesamt durchwachsenen Jahr mit elf Erstrundenniederlagen aus den besten 50 der Welt heraus.
Bei den Australian Open 2022 erzielte sie an der Seite von Shelby Rogers ihr zweites Grand-Slam-Viertelfinale im Doppel.
2008 gab Martić bei der 1:4-Viertelfinalniederlage gegen Japan ihren Einstand für die kroatische Fed-Cup-Mannschaft. Seitdem hat sie für ihr Land 17 Begegnungen im Einzel und Doppel bestritten, von denen sie acht gewinnen konnte (Einzelbilanz 6:5).

## Turniersiege

### Einzel
| Nr. | Datum              | Turnier    | Kategorie         | Belag     | Finalgegnerin          | Ergebnis      |
| --- | ------------------ | ---------- | ----------------- | --------- | ---------------------- | ------------- |
| 1.  | 13. Juli 2008      | Zagreb     | ITF $75.000       | Sand      | Yvonne Meusburger      | 6:2, 2:6, 6:2 |
| 2.  | 13. September 2009 | Biella     | ITF $100.000      | Sand      | Sharon Fichman         | 7:5, 6:4      |
| 3.  | 8. Juni 2013       | Nottingham | ITF $75.000       | Rasen     | Karolína Plíšková      | 6:3, 6:3      |
| 4.  | 9. April 2017      | Pula       | ITF $25.000       | Sand      | Kathinka von Deichmann | 6:4, 7:5      |
| 5.  | 9. September 2018  | Chicago    | WTA Challenger    | Hartplatz | Mona Barthel           | 6:4, 6:1      |
| 6.  | 28. April 2019     | Istanbul   | WTA International | Sand      | Markéta Vondroušová    | 1:6, 6:4, 6:1 |
| 7.  | 17. Juli 2022      | Lausanne   | WTA 250           | Sand      | Olga Danilović         | 6:4, 6:2      |

### Doppel
| Nr. | Datum             | Turnier        | Kategorie      | Belag     | Partnerin           | Finalgegnerinnen                          | Ergebnis          |
| --- | ----------------- | -------------- | -------------- | --------- | ------------------- | ----------------------------------------- | ----------------- |
| 1.  | 9. Mai 2009       | Zagreb         | ITF $50.000    | Sand      | Ajla Tomljanović    | Ksenija Mileuskaja Anastassija Piwowarowa | 6:3, 6:74, [10:5] |
| 2.  | 19. Dezember 2010 | Dubai          | ITF $75.000    | Hartplatz | Julia Görges        | Sania Mirza Vladimíra Uhlířová            | 6:4, 7:67         |
| 3.  | 7. Mai 2011       | Cagnes-sur-Mer | ITF $100.000+H | Sand      | Anna-Lena Grönefeld | Darija Jurak Renata Voráčová              | 1:6, 6:2, 6:4     |
| 4.  | 18. Oktober 2014  | Tampico        | ITF $50.000    | Hartplatz | Maria Sanchez       | Kateryna Bondarenko Walerija Sawinych     | 3:6, 6:3, [10:2]  |
| 5.  | 6. Februar 2015   | Burnie         | ITF $50.000    | Hartplatz | Irina Falconi       | Xinyun Han Junri Namigata                 | 6:2, 6:4          |
| 6.  | 5. Juni 2016      | Bol            | WTA Challenger | Sand      | Xenia Knoll         | Raluca Olaru İpek Soylu                   | 6:3, 6:2          |

## Abschneiden bei Grand-Slam-Turnieren

### Einzel
| Turnier         | 2008 | 2009 | 2010 | 2011 | 2012 | 2013 | 2014 | 2015 | 2016 | 2017 | 2018 | 2019 | 2020 | 2021 | 2022 | 2023 | 2024 | 2025 | Karriere |
| --------------- | ---- | ---- | ---- | ---- | ---- | ---- | ---- | ---- | ---- | ---- | ---- | ---- | ---- | ---- | ---- | ---- | ---- | ---- | -------- |
| Australian Open | —    | Q1   | 1    | 2    | 1    | 1    | 1    | 1    | Q1   | —    | AF   | 3    | 2    | 1    | 1    | 2    | 1    | 1    | AF       |
| French Open     | —    | 2    | 1    | Q1   | AF   | 1    | 1    | 1    | Q2   | AF   | 2    | VF   | 3    | 1    | 1    | 2    | 2    | Q1   | VF       |
| Wimbledon       | —    | —    | 2    | 2    | 1    | 3    | 1    | Q1   | Q1   | AF   | 1    | AF   |      | 2    | AF   | 3    | 2    | 1    | AF       |
| US Open         | Q1   | 2    | 1    | 2    | 1    | —    | Q1   | Q3   | —    | 1    | 1    | AF   | AF   | 2    | 3    | 2    | 1    |      | AF       |

Zeichenerklärung: S = Turniersieg; F, HF, VF, AF = Einzug ins Finale / Halbfinale / Viertelfinale / Achtelfinale; 1, 2, 3 = Ausscheiden in der 1. / 2. / 3. Hauptrunde; Q1, Q2, Q3 = Ausscheiden in der 1. / 2. / 3. Qualifikationsrunde; nicht ausgetragen

### Doppel
| Turnier         | 2010 | 2011 | 2012 | 2013 | 2014 | 2015 | 2016 | 2017 | 2018 | 2019 | 2020 | 2021 | 2022 | 2023 | 2024 | Karriere |
| --------------- | ---- | ---- | ---- | ---- | ---- | ---- | ---- | ---- | ---- | ---- | ---- | ---- | ---- | ---- | ---- | -------- |
| Australian Open | 1    | 1    | AF   | 1    | AF   | 1    | —    | —    | —    | AF   | —    | —    | VF   | —    | 1    | VF       |
| French Open     | 2    | 1    | 2    | 1    | —    | 1    | —    | —    | 1    | 2    | —    | VF   | 1    | —    | —    | VF       |
| Wimbledon       | 1    | —    | AF   | AF   | —    | 1    | —    | —    | 2    | AF   |      | 2    | —    | —    | —    | AF       |
| US Open         | AF   | 1    | 1    | 1    | —    | —    | —    | 1    | 1    | —    | —    | 2    | —    | —    | 2    | AF       |